# Wacholderheide bei Rohrbach
Koordinaten: 49° 53′ 16″ N, 7° 26′ 26″ O

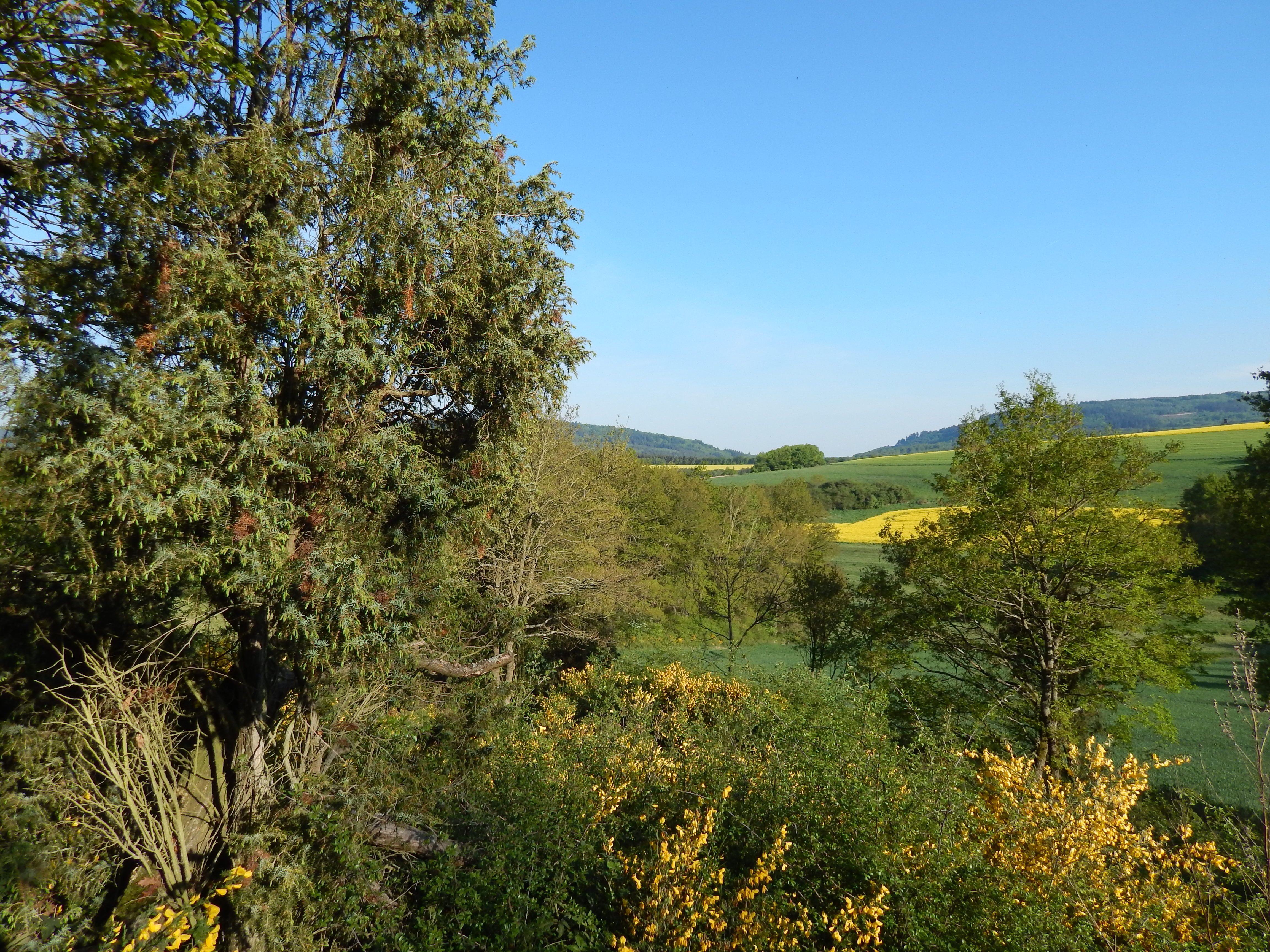
Die Wacholderheide bei Rohrbach zur Zeit der Ginsterblüte

Die Wacholderheide bei Rohrbach ist ein Naturschutzgebiet im Rhein-Hunsrück-Kreis in Rheinland-Pfalz. Das 2,26 ha große Gebiet liegt im östlichen Bereich der Ortsgemeinde Rohrbach, die zur Verbandsgemeinde Kirchberg (Hunsrück) gehört.